# 女のいくさ
『女のいくさ』（おんな-）は、東海テレビ制作・フジテレビ系列で、1977年8月1日～10月14日に放送された昼ドラマである。

## 概要
女性の辛抱を主題にして女三代の生き方を描く。

## キャスト
- 三林京子
- 財津一郎
- 中尾彬
- 久野みどり
- 杉本真知子
- 馬渕晴子

## スタッフ
- 演出 - 平松敏男
- 脚本 - 寺内小春